# Al-Aziz (fatimita)
Abu-Mansur Nizar ibn al-Muïzz al-Aziz bi-L·lah (àrab: أبو منصور نزار بن المعز العزيز بالله, Abū Manṣūr Nizār ibn al-Muʿizz al-ʿAzīz bi-Llāh), més conegut pel seu làqab al-Aziz o pel seu nom Nizar (10 de maig de 955 - Bilbays, 14 d'octubre de 996) fou el cinquè califa fatimita al Caire, el primer que va iniciar el regnat a Egipte (975-996).

## Hereu i coronament
El 974 el seu pare al-Muïzz el va designar hereu a la mort del seu germà Abd-Al·lah ibn al-Muïzz. Va pujar al tron a la mort del seu pare (el 18 o 21 de desembre de 975) el qual unes hores abans l'havia fet reconèixer per la família i els dignataris. La seva coronació fou el 9 d'agost del 976.

## Política africana i siciliana
En la seva política africana va confirmar (975) a l'emir zírida d'Ifríqiya, Yússuf Bulugguín ibn Ziri (972-984) que el 969 havia estat nomenat pel seu pare com a governador de tots els territoris del Magrib que pogués arrabassar als amazics zenata, i després (972) va succeir al seu pare Ziri ben Manad. El 984 Yusuf fou succeït pel seu fill al-Mansur ibn Bulugguín (984-996) i el califa el va confirmar. A Sicília es va limitar també a confirmar als emirs kalbites una vegada ja estaven al poder.

## Política siriana
El seu objectiu era l'extensió del seu poder cap a la Síria del sud i del centre, i cap a l'emirat d'Alep. Al sud de Palestina el cap beduí al-Mufàrrij ibn Dàghfal at-Taí que governava a Ramla, no obeïa amb diligència les ordres del califa mentre a Damasc es va instal·lar el 975 (poc abans de pujar al tron Al-Aziz) el turc Alptegin (Alptakin), vingut des de Bagdad i que va proclamar la sobirania abbàssida i no va poder ser expulsat pel seu pare; Alptegin es va aliar als càrmates, enemics dels fatimites.
Una de les primeres decisions d'al-Azis fou enviar un exèrcit a Damasc sota la direcció del general sicilià Jàwhar as-Siqil·lí, però al cap de dos mesos de combats a la rodalia de la ciutat, el general es va haver de retirar cap a Tiberíades en arribar un exèrcit càrmata. Perseguit pels càrmates i per Alptegin, va passar a Ramla i després a Ascaló on fou assetjat i va haver de pactar; va signar un acord pel qual renunciava al territori entre Damasc i Ascaló a favor d'Alptegin, i va haver de sortir de la fortalesa amb la humiliació de passar per sota d'una espasa i una llança penjades a la porta (978).
El califa va agafar personalment el comandament, va marxar contra Alptegin i el va derrotar i el va fer presoner (agost del 978), però va haver d'accedir a pagar un tribut anual als càrmates per obtenir la seva retirada. Contra el que cabia esperar el califa va agafar a Alptegin i als seus turcs al seu servei i el va omplir d'honors.
Djawhar va renunciar al seu càrrec i fou nomenat al seu lloc el director de l'impost de terres, Yaqub ibn Kil·lis que el 979 fou nomenat visir càrrec que va conservar fins a la seva mort el 991 i fou el primer visir entre els fatimites. El mateix 979 Alptegin fou enverinat suposadament pel visir Yaqub ibn Kil·lis.
Poc després Kassam (o al-Kassam) un antic terrissaire, lloctinent d'Alptegin, es va apoderar de Damasc i Ibn Kil·lis va enviar contra ell a un home de la seva confiança, Fadl ibn Sàlih que va fracassar. En aquest moment l'hamdànida Abu-Tàghlib, expulsat del Diyar Mudar, va passar a Síria i va arribar al Hawran des d'eon esperava entrar a Damasc, en mans del rebel Kassam, i obtenir el govern de la ciutat i província com a vassall del califa fatimita; però el califa li va prohibir l'entrada a Damasc; es va dirigir llavors al sud fins a Kafr Akib al llac Tiberíades on es va entrevistar amb el general fatimita Fadl ibn Sàlih al qual va oferir ajut per reconquerir Damasc, i el qual li va oferir a canvi el territori de l'emir de Ramla, el jarràhida al-Mufàrrij ibn Dàghfal ibn al-Jarrah at-Taí; aquest, que temia que Abu-Thàglib s'apoderés dels seus territoris (sense saber res del pacte) va demanar també ajut al general. Abu-Tàghlib es va aliar amb els uqayl, enemics d'al-Djarrah, i va atacar les possessions de l'emir de Ramla però aquest va rebre l'ajut del general Fadl, i Abu-Tàghlib fou derrotat i va caure en mans d'al-Mufàrrij que el va fer matar (979).
Qassam i al-Mufàrrij van resistir posterior intents de ser expulsats; especialment l'expedició del 980 dirigida per Salman ibn Jàfar ibn Falah. Finalment el 982 el general turc Yaltegin (Yaltakin) va derrotar al-Mufàrrij que va haver de fugir cap a Homs i després a Antioquia on es va posar sota protecció de l'Imperi Romà d'Orient; i poc després Kassam es va rendir i fou fet presoner i enviat al Caire (començament del 983).
El califa llavors va mirar d'utilitzar al governador hamdànida d'Homs, Bakjur, al qual va oferir el govern de Damasc i l'ajuda de les seves tropes, si es revoltava contra el seu emir Sad-ad-Dawla. Bakjur es va revoltar i va assetjar Alep (983) però l'emir fou auxiliat pel general romà d'Orient Bardes Focas, que entre les seves tropes portava al-Mufàrrij; aquest estava en contacte amb Bakjur i va advertir al rebel de l'arribada dels romans d'Orient; Bakjur llavors va fugir i sense aturar-se a Homs (que fou ocupada per Bardes Focas) es va dirigir a la frontera amb el territori fatimita. El califa va complir la seva promesa i li va donar el govern de Damasc on se li va reunir al-Mufàrrij.
Ibn Kil·lis es malfiava dels dos homes i va fer diversos intents d'eliminar Bakjur; finalment, enfrontat Bakjur al califa, un exèrcit fatimita va ocupar Damasc el 988. Bakjur va fugir a Rakka, on l'emir hamdànida el va nomenar governador.
Yaqub ibn Kil·lis va ajudar el califa en algunes decisions: prohibició d'acceptar suborns, vigilància rigorosa de les finances amb prohibició de pagar res sense orde escrita, i assignació d'un sou als seus soldats i al personal de palau. El visir rebia un pagament de cent mil diners i portava una vida de luxe en la qual el califa participava, ja que també era amant de les coses bones.
Després de la mort d'Ibn Kil·lis, al-Mufàrrij i Bakjur van obtenir el perdó del califa i el segon va tornar a posar al cap d'al-Aziz la possible conquesta d'Alep. El califa li va prometre el suport de la guarnició de Trípoli. Però Bakjur va indisposar contra el governador d'aquesta ciutat al secretari d'afers sirians, Ibn Nesturus, i a proposta d'aquest el general va retirar el suport a Bakjur en el moment decisiu de la lluita contra l'emir d'Alep; Bakjur des Rakka va organitzar l'atac a Alep; però Sad-ad-Dawla, ajudat pels romans d'Orient, i mancat el seu enemic del suport del general fatimita, el va derrotar a Naura (est d'Alep) el 991, i fou capturat i executat. Però els fills de Bakjur foren empresonats per Sad-ad-Dawla incomplint la promesa en sentit contrari feta al califa fatimita, i això va fer trencar les relacions amb els fatimites i quan anava a esclatar la guerra l'emir va morir sobtadament d'un atac d'hemiplegia (com el seu pare) el desembre del 991.

## Els visirs
Els visir que van succeir a Ibn Kil·lis no van restar molt de temps en el càrrec: Alí ibn Úmar al-Addas (991-992), Abu-l-Fadl Jàfar ibn al-Furat (992), al-Hussayn ibn al-Hàssan al-Baziyar (992-993), Abu-Muhàmmad ibn Ammar (993-994), al-Fadl ibn Sàlih (994-995) i el cristià Issa ibn Nasturus (995-996).
El 993 el general fatimita Manjutakin va posar setge a Apamea però aquesta fou socorreguda pels romans, tot i això després de la batalla de l'Orontes el Califat Fatimita va prendre el control de Síria, i Basili va enviar en 995 el seu exèrcit en suport del seu vassall l'emir hamdànida d'Alep quan la seva ciutat estava sent assetjada pels fatimites, i després d'aixecar el setge va muntar un setge fallit contra Trípoli i es va retirar a Constantinoble sense annexionar Alep, que va seguir en mans dels hamdànides.

## Política de tolerància religiosa
La utilització de cristians o jueus no era excepcional, i la tolerància era la norma; per exemple el jueu Manashsha (Manasès) fou el seu secretari per la Síria; la dona del califa mare del seu fill i successor al-Hakim era cristiana, i el germà d'aquesta princesa, Orestes, fou nomenat patriarca de Jerusalem per recomanació del califa, i un altre germà, Arseni, fou nomenat metropolità d'Egipte i el Caire (986). Els cristians van gaudir de completa llibertat en el seu regnat; el patriarca copte Efraïm va aconseguir permís de reconstruir l'església d'Abu l-Safyan (Sant Mercuri, prop del Caire), cosa que tenia l'oposició dels musulmans; un musulmà que s'havia convertit al cristianisme, no fou perseguit. Aquestes mostres de tolerància no foren molt ben rebudes pel poble instigat pel clero, i les critiques contra Issa ibn Nasturus i contra Manasès foren tan fortes que el califa els va haver de fer empresonar, però quan les aigües van tornar al llit, els va alliberar i els va restablir en les seves funcions. El 996, ja al final del regnat es va produir l'incendi de la flota, que era a Alexandria, i es va acusar als mercaders d'Amalfi; va esclatar un moviment popular contra els cristians va anar seguir de la massacra de centenars de mercaders europeus, i es van cremar algunes esglésies.
La seva major oposició era contra els musulmans sunnites; la seva política era clarament xiïta estricte, i per exemple va suprimir (982) la salat al-tarawik al ramadà, i va castigar exemplarment a un home que tenia en el seu poder la Muwatta de Malik (891). El 976 va iniciar el costum xiïta del dols a les cerimònies d'Ashura, i va instaurar les processons als divendres de ramadà i el repartiment de pastels al final de dejuni (fitra).

## Política siriana als darrers anys
El califa va tornar a la idea de la conquesta d'Alep a través de l'antic secretari de Bakjur, Alí ibn al-Hussayn al-Maghribí, que s'havia refugiat en territori romà d'Orient, i encoratjat per alguns amirs que havien deixat el servei del nou emir Saïd-ad-Dawla, fill i successor de Sad-ad-Dawla. El primer intent es va fer el 992 per obra del general turc fatimita Mangutegin (Mangutakin) assistit d'Ali ibn al-Husayn al-Maghribi, que va atacar Alep i la va assetjar sense èxit, en part a causa dels atacs de Miquel Burtzes (anomenat pels àrabs com al-Burdji), governador romà d'Orient d'Antioquia que havia rebut orde de l'emperador Basili II d'ajudar l'emir d'Alep, i en part per la bona defensa de la ciutat i la manca d'esforç de Mangutekin.
A finals del 992 o començaments del 993 Mangutegin va aixecar el setge sense autorització del califa i amb el suport d'Alí ibn al-Hussayn al-Maghribí. Aquesta decisió va costar el càrrec a Ali. Mangutegin va retornar a la seva base a Damasc, i durant un temps es va dedicar a la consolidació dels guanys territorials al sud de l'emirat.
El general va tornar a atacar el 994 i va assetjar Alep durant dos mesos; Saïd-ad-Dawla i el seu visir Lulu (que ja havia estat camarlenc en temps del seu pare) van cridar Burtzes el governador grec d'Antioquia, però aquest fou derrotat a Gué, a l'Orontes (setembre del 994). El setge d'Alep per Mangutegin va durar 11 mesos fins que l'arribada de l'emperador Basili II el maig del 995 va obligar el general a aixecar el setge. Saïd-ad-Dawla i Lulu van retre homenatge a l'emperador, però, mentre, els egipcis van estendre el control sobre altres parts de l'emirat d'Alep a la zona sud.
Els romans d'Orient no van poder establir una bona defensa d'Alep, i encara que van deixar una guarnició a Shayzar no van poder conquerir Trípoli. A-Aziz va decidir intensificar la lluita i es van fer grans preparatius (finals del 995 i començaments del 996). Ibn Nesturus que ara era visir, va construir una flota que al començament del 996 fou incendiada i com ja s'ha dit es va acusar als mercaders d'Amalfi i hi va haver incidents. No obstant això, entre les restes de la flota no destruïdes, naus enviades d'arreu i les que es van construir es va poder aixecar una nova flota ràpidament.
Mentre Mangutegin atacava per terra Antioquia i Alep, i es disposava a assetjar Antartus, una fortalesa romana d'Orient. La flota, una vegada reconstituïda fou enviada contra Antartus però la intervenció decidida de les forces romanes d'Orient d'Antioqua va fer fracassar l'operació. Al-Aziz va decidir entrar en campanya personalment, però en el camí es va posar malalt i va morir a Bilbays el 14 d'octubre del 996.

## Construccions
Entre les seves construccions cal esmentar Kasr al-Dhabad, el Kasr al-Bahr, Mesquita d'al-Karafa i Mesquita d'Hakim; els dos primers part del complex conegut com el Gran Palau.